# Polyzosteria rouxi
Polyzosteria rouxi är en kackerlacksart som beskrevs av Lucien Chopard 1924. Polyzosteria rouxi ingår i släktet Polyzosteria och familjen storkackerlackor.
Artens utbredningsområde är Nya Kaledonien. Inga underarter finns listade i Catalogue of Life.